# Johnson (condado de Lamoille, Vermont)
Johnson es una villa ubicada en el condado de Lamoille en el estado estadounidense de Vermont. En el año 2010 tenía una población de 1.443 habitantes y una densidad poblacional de 450,94 personas por km².

## Geografía
Johnson se encuentra ubicado en las coordenadas 44°38′10″N 72°40′52″O / 44.63611, -72.68111.

## Demografía
Según la Oficina del Censo en 2000 los ingresos medios por hogar en la localidad eran de $23,846 y los ingresos medios por familia eran $40,089. Los hombres tenían unos ingresos medios de $25,104 frente a los $19,861 para las mujeres. La renta per cápita para la localidad era de $11,651. Alrededor del 23.6% de la población estaba por debajo del umbral de pobreza.